# 900 North Michigan
900 North Michigan is een wolkenkrabber en winkelcentrum in Chicago, Verenigde Staten. Het gebouw is ontworpen door Kohn Pedersen Fox Associates en werd tussen 1983 en 1989 gebouwd.

## Ontwerp
900 North Michigan is 265,48 meter hoog en telt 66 verdiepingen. Het gebouw is postmodernistisch ontworpen en wordt ook wel Bloomingdale's Building genoemd, naar de belangrijkste huurder van het winkelcentrum.
De toren is opgedeeld in vier delen. Het laagste deel is het podium, waar men detailhandel vindt. Hierop vindt men een toren, waarvan het onderste gedeelte beige van kleur is en verticale stroken glas bevat. Het deel van de toren daarboven bevat grote sleuven aan de oost- en westkant van de gevel. Hierdoor lijkt het alsof vier torens het gebouw overeind houden. Dit idee is verder doorgevoerd in het hoogste en laatste deel van het gebouw. Hier vindt men vier kleine torens, één op iedere hoek, die eindigen in een piramide met een lantaarn.
De toren is bekleed met beige kalksteen en groen, reflecterend glas. De toren bevat een winkelcentrum, een Four Seasons Hotel, kantoorruimte in het lage deel van de toren, woningen in het deel van de toren daarboven en een van de grootste parkeergarages van de stad.